# Papa Leone I
Leone I, detto anche Leone Magno (Tuscia, 390 circa – Roma, 10 novembre 461), è stato il 45º vescovo di Roma e papa della Chiesa cattolica. È venerato come santo dalla Chiesa cattolica e dalla Chiesa ortodossa. Il suo pontificato durò dal 29 settembre 440 fino alla sua morte.
Il pontificato di Leone e quello di Gregorio I furono i più significativi e importanti dell'antichità cristiana. In un periodo in cui la Chiesa stava sperimentando grandi ostacoli al suo progresso in conseguenza della rapida disintegrazione dell'Impero romano d'Occidente, mentre l'Oriente era profondamente agitato da controversie dogmatiche, questo papa guidò il destino della Chiesa romana.

## Biografia

### Leone
Secondo il Liber pontificalis Leone nacque in Toscana, forse a Volterra in una data ignota; il Taglieschi nei suoi Annali della terra d'Anghiari lo accredita come cittadino della villa di San Leo, contado d'Anghiari.
Suo padre si chiamava Quintianus. Le prime evidenze storiche certe su Leone lo individuano come diacono della Chiesa romana sotto papa Celestino I e poi sotto il papa Sisto III.
Durante questo periodo, comunque, era già noto al di fuori di Roma e aveva delle relazioni con la Gallia, poiché Giovanni Cassiano nel 430 o nel 431 scrisse, dietro suo suggerimento, De Incarnatione Domini contra Nestorium, usando come prefazione una lettera di dedica a Leone. Intorno a questo periodo, Cirillo di Alessandria si appellò a Roma contro la posizione del patriarca Giovenale di Gerusalemme sulla giurisdizione patriarcale della Palestina. In base a un'affermazione di Leone riportata in due scritti successivi non è però chiaro se le lettere di Cirillo fossero inviate a lui quale diacono romano, o al papa.
Verso la fine del pontificato di Sisto III, Leone fu inviato in Gallia dall'imperatore Valentiniano III per ricomporre una disputa e far riconciliare Flavio Ezio, il comandante militare della provincia, e il prefetto del pretorio, Cecina Decio Aginazio Albino: l'incarico è un'evidente prova della grande fiducia riposta nell'intelligente e capace diacono dalla corte imperiale.
Alla morte di Sisto III (19 agosto 440) Leone si trovava ancora in Gallia, e fu acclamato all'unanimità dal popolo e dal clero come suo successore. Fu consacrato appena rientrato a Roma, il 29 settembre. Avrebbe guidato la Chiesa romana per i successivi ventun anni e in questo periodo ne avrebbe stabilito la centralità rispetto alle altre Chiese.

### Zelo per l'ortodossia
L'intento principale di Leone era quello di sostenere l'unità della Chiesa. Non molto dopo la sua elevazione alla cattedra di Pietro si vide costretto a combattere energicamente le eresie che minacciavano seriamente l'ortodossia della Chiesa, persino di quella occidentale. Settimo, vescovo di Altino, informò Leone di quanto stava accadendo ad Aquileia, dove presbiteri, diaconi, e chierici che erano stati seguaci di Pelagio venivano ammessi alla comunione senza un'abiura esplicita della loro posizione. Il papa criticò aspramente questa prassi ed ordinò che venisse convocato un sinodo provinciale ad Aquileia. Di fronte a tale consesso tutti coloro che erano stati pelagiani avrebbero dovuto abiurare pubblicamente le loro vecchie credenze e avrebbero dovuto sottoscrivere una inequivocabile confessione di fede.

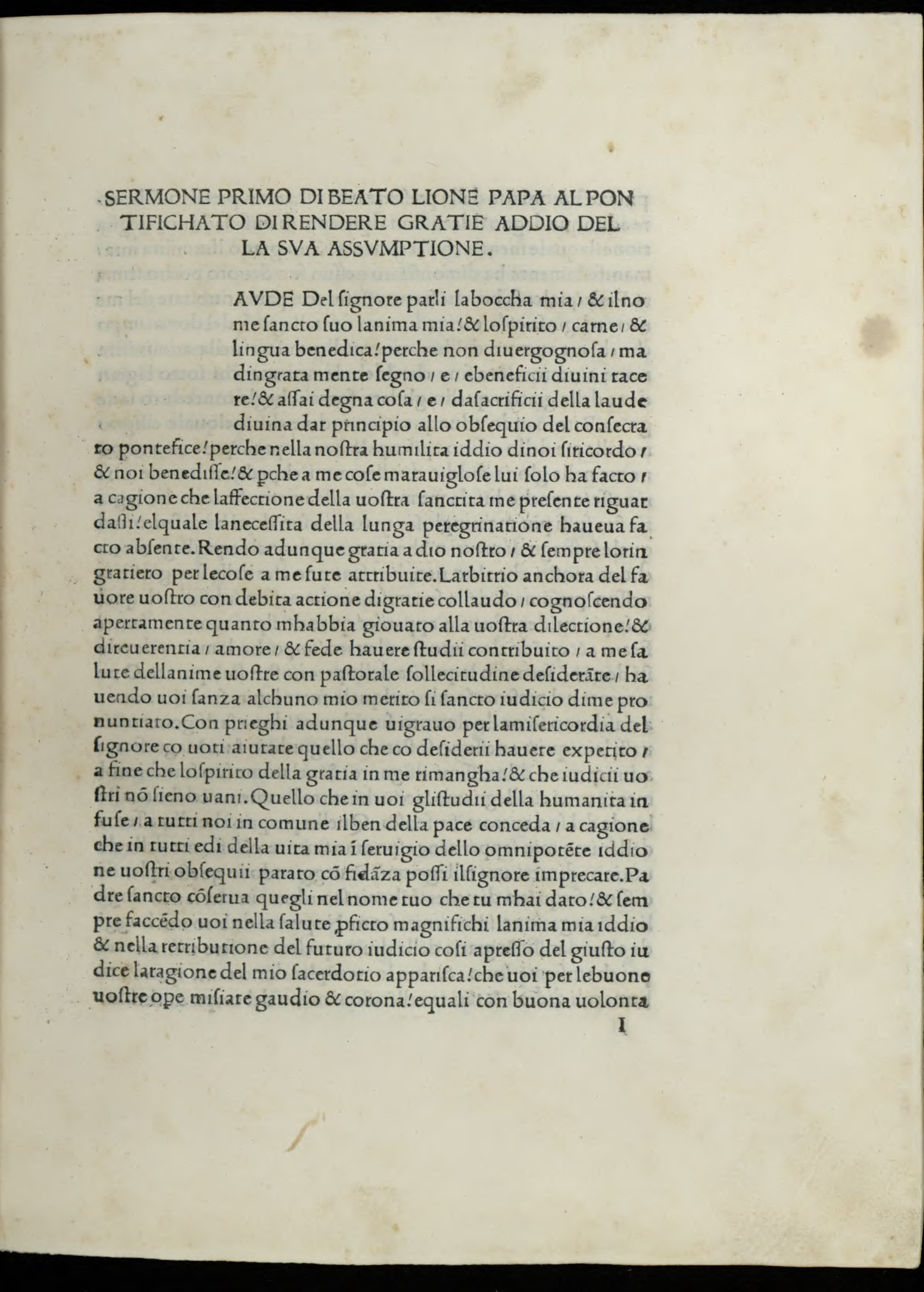
Sermones

Leone intraprese una lotta ancora più grande contro il manicheismo. I manichei erano fuggiti dall'Africa invasa dai Vandali, si erano stabiliti a Roma e vi avevano fondato una comunità segreta. Il Papa ordinò ai fedeli di denunciarli ai presbiteri e, nel 443, insieme ai senatori ed ai presbiteri stessi, istruì di persona un'inchiesta, nel corso della quale furono esaminati i capi di questa comunità. In molti dei suoi sermoni esortò, con grande enfasi, i cristiani di Roma affinché stessero in guardia contro questa che la Chiesa ortodossa considerava un'eresia, e li incaricò ripetutamente di dare informazioni sui seguaci, le loro abitazioni, i loro simpatizzanti, ed i loro appuntamenti.
In questo periodo nella città di Roma vennero convertiti ed ammessi alla confessione un certo numero di manichei; coloro che si rifiutavano di abiurare, in ossequio agli editti imperiali, furono banditi. Il 30 gennaio 444 il papa inviò una lettera a tutti i vescovi italiani, alla quale allegò i documenti dei procedimenti istruiti nei confronti dei manichei romani. In questa lettera li esortava a rimanere vigili e a denunciare qualsiasi manicheo. Il 19 giugno 445 l'imperatore Valentiniano III, probabilmente su insistenza del papa, emise un editto in cui stabiliva sette punizioni per i manichei.
Prospero d'Aquitania, nella sua Cronaca, afferma che, in conseguenza delle energiche misure adottate da Leone, i manichei furono scacciati anche da tutte le province; persino i vescovi orientali seguirono l'esempio del Papa. Nella Spagna Tarragonense, invece, ancora fioriva il priscillianesimo, che per qualche tempo continuò ad attirare nuovi seguaci. Turibio, vescovo di Astorga, ne venne a conoscenza e, nel corso di numerosi viaggi raccolse informazioni particolareggiate sulla condizione delle chiese e l'espansione del Priscillianesimo. Redasse una lista di quelli che considerava errori di questa posizione, ne scrisse una confutazione e spedì questi documenti a molti vescovi africani.
Ne inviò anche una copia al papa, che gli rispose con una lunga lettera nella quale a sua volta confutava gli errori dei priscillianisti. Leone, nel frattempo, ordinò che si convocasse un concilio dei vescovi delle province limitrofe per istituire un'inchiesta avente il fine di determinare se qualche vescovo fosse caduto nell'eresia. Qualora se ne fossero trovati, essi avrebbero dovuto essere scomunicati senza esitazione. Il Papa indirizzò una lettera simile anche ai vescovi delle altre province spagnole, notificando loro che stava per essere convocato un sinodo universale di tutti i principali pastori; se questo non fosse stato possibile, avrebbero dovuto essere convocati almeno i vescovi di Galizia.

### Il primato della sede di Roma
Eletto a cinquant'anni, fu un papa particolarmente giovane per l'epoca. La disorganizzatissima condizione ecclesiastica di alcuni paesi obbligò relazioni più strette tra quegli episcopati e Roma per una migliore promozione della vita ecclesiastica. Leone, con questo obiettivo bene in vista, decise di utilizzare il vicariato papale dei vescovi di Arles per la provincia di Gallia per creare un centro di aggregazione dell'episcopato gallico in stretta comunione con Roma. Patroclo di Arles (morto nel 426) aveva ricevuto dal papa Zosimo il riconoscimento del primato sulla Chiesa di Gallia, e tale primato venne poi fortemente rivendicato dal suo successore Ilario di Arles, che entrò in conflitto con Leone. Ilario si avvalse eccessivamente della sua autorità sulle altre province ecclesiastiche, ed affermò che tutti i vescovi avrebbero dovuto essere consacrati da lui, invece che dal loro metropolita.
Quando, per esempio, fu resa pubblica la lamentela che Celidonio, vescovo di Besançon, era stato consacrato in violazione del canone (si diceva che, come laico, avesse sposato una vedova e, come pubblico ufficiale, avesse dato il suo assenso ad una sentenza di morte), Ilario lo depose, e consacrò Importuno quale suo successore. Celidonio si recò di persona a Roma e si appellò al Papa. Contemporaneamente Ilario, come se la sede interessata fosse stata vacante, consacrò un altro vescovo per prendere il posto di un certo Projectus che era malato e che, a sua volta, si appellò al Papa contro le azioni del vescovo di Arles. Ilario fu chiamato a Roma per giustificarsi di fronte ad un sinodo (circa 445); poiché le lagnanze portate contro Celidonio non poterono essere provate, Leone lo reinsediò nella sua sede. E anche Projectus ricevette nuovamente la sua diocesi. Ilario tornò ad Arles prima che il sinodo finisse, ma il papa lo privò della giurisdizione sulle altre province galliche e dei diritti metropolitani sulla provincia di Vienne, lasciandogli solo la diocesi di Arles.
Leone comunicò le decisioni del sinodo ai vescovi della Provincia di Vienne attraverso una lettera, inviando loro contemporaneamente anche un editto di Valentiniano III datato 8 luglio 445 in cui venivano appoggiate le misure prese dal Papa nei confronti di Ilario e veniva solennemente riconosciuto il primato del vescovo di Roma sull'intera Chiesa. Egli interpretò anzitutto i passi neotestamentari riguardanti Pietro (Matteo 16,18; Luca 22,32; Giovanni 21, 15-17) in modo prettamente giuridico, cioè nel senso di una plenitudo potestatis donata da Gesù a Pietro. Leone definì inoltre lo statuto giuridico del successore di Pietro con l'aiuto del diritto ereditario romano: ogni successore di Pietro erediterebbe non le sue qualità e i suoi meriti personali (soggettivamente il papa resta un «erede indegno»), ma il mandato e il ministero trasmessi da Gesù Cristo a Pietro, con tutte le relative funzioni e i relativi pieni poteri (oggettivamente il papa, pur non essendo un apostolo, è comunque apostolicus).
L'editto affermava infine che il primato del vescovo di Roma traeva origine dall'unicità dell'Urbe e dal Credo di Nicea. Al ritorno nella sua diocesi, Ilario immediatamente cercò e probabilmente ottenne una riconciliazione con il papa, visto che tra di essi non si verificarono ulteriori problemi. Anzi, dopo la morte del vescovo, avvenuta nel 449, Leone dichiarò Ilario di beatae memoriae. Nello stesso anno Leone I indirizzò lettere cordialissime per l'elezione del nuovo metropolita sia al vescovo Ravennio, successore di Ilario nella sede di Arles, che agli altri vescovi della provincia. Quando però, poco tempo dopo, Ravennio consacrò un nuovo vescovo per succedere a quello di Vaison, l'arcivescovo di Vienne, che si trovava a Roma, si oppose a questa consacrazione.
I vescovi della provincia di Arles, quindi, tutti insieme, scrissero una lettera al Papa, con la quale lo imploravano di rendere a Ravennio i diritti di cui era stato privato il suo predecessore Ilario. Nella sua risposta, datata 5 maggio 450, Leone accondiscese alla loro richiesta. L'arcivescovo di Vienne doveva avere quali suffraganee solamente le diocesi di Valence, Tarantasia, Ginevra, e Grenoble; tutte le altre sedi insistenti nella provincia di Vienne divennero soggette all'arcivescovo di Arles, che tornò nuovamente mediatore tra la Santa Sede e l'intero episcopato gallico. Il vicariato di Arles esercitò per molto tempo i privilegi che Leone gli aveva concesso.
Un altro vicariato papale era quello dei vescovi di Tessalonica, la cui giurisdizione si estendeva sull'Illiria. Particolare dovere di questo vicariato era la protezione contro il crescente potere del Patriarca di Costantinopoli dei privilegi della Santa Sede sul distretto dell'Illiria Orientale che apparteneva all'Impero Romano d'Oriente. Leone concesse il vicariato ad Anastasio, vescovo di Tessalonica, come il papa Siricio lo aveva precedentemente concesso al vescovo Anisio. Il vicario doveva consacrare i metropoliti, convocare in sinodo i vescovi della Provincia dell'Illiria Orientale e sorvegliarli nell'amministrazione del loro ufficio; ma le questioni più importanti avrebbero dovuto essere sottoposte a Roma (epp. V, VI, XIII). Tuttavia, Anastasio di Tessalonica usò la sua autorità in una maniera tanto arbitraria e dispotica da essere severamente rimproverato da Leone, che gli inviò dettagliate direttive per l'esercizio del suo ufficio (ep. XIV).

### Leone e la disciplina

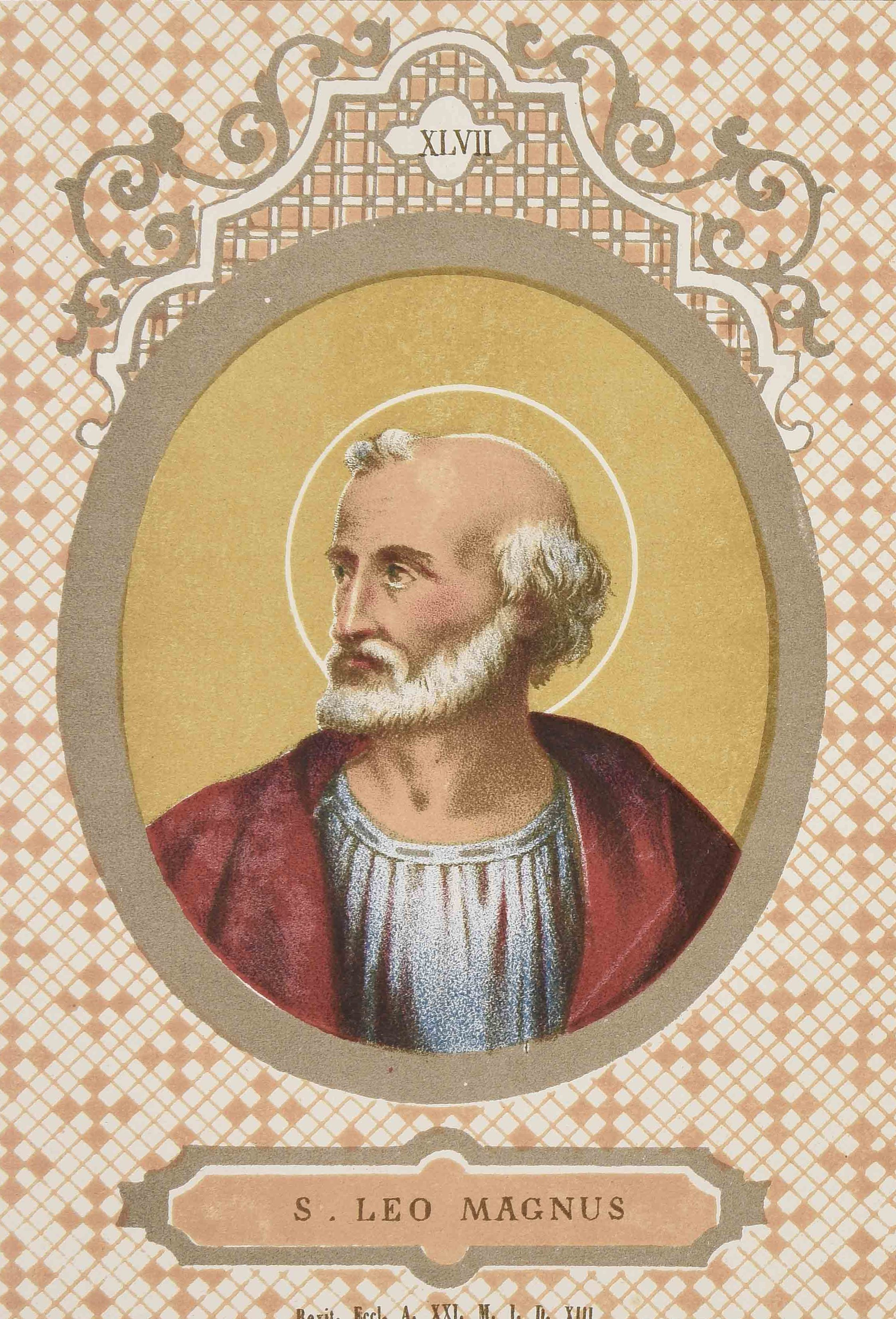
Papa Leone I

Nella concezione leonina dei doveri di pastore supremo, occupava una posizione preminente la conservazione della stretta disciplina ecclesiastica. Ciò era particolarmente importante in un periodo in cui le continue devastazioni dei barbari portavano disordini in tutti gli aspetti della vita e le regole della moralità venivano seriamente violate. Leone usò la massima energia nel mantenimento di questa disciplina, insistette sull'esatta osservanza dei precetti ecclesiastici e non esitò a rimproverare, quando necessario, i vescovi. Lettere (ep. XVII) relative a questa ed altre questioni vennero inviate ai vari vescovi dell'Impero d'Occidente: ai vescovi delle province italiane (epp. IV, XIX, CLXVI e CLXVIII), ed a quelli di Sicilia che avevano tollerato alcune derive dalla Liturgia romana nell'amministrazione del Battesimo (ep. XVI e XVII) ed ai quali comandò di inviare dei delegati presso un sinodo romano per verificare la corretta pratica. Un decreto disciplinare molto importante fu inviato anche al vescovo Rustico di Narbona (ep. CLXVII). A causa del dominio dei Vandali nel nord Africa latino, la posizione della Chiesa in quei territori era divenuta del tutto sconosciuta.
Leone vi inviò il presbitero romano Potenzio per informarsi sulla sua esatta condizione, ed inviare un rapporto a Roma. Alla sua ricezione il papa inviò all'episcopato della provincia una lettera con istruzioni particolareggiate sulla soluzione di numerose questioni ecclesiastiche e disciplinari (ep. XII). Leone spedì anche una lettera a Dioscoro di Alessandria (21 luglio 445), il successore di Cirillo al Patriarcato di Alessandria, insistendo che la pratica ecclesiastica della sua sede doveva seguire quella di Roma, poiché Marco, il discepolo di Pietro e fondatore della Chiesa alessandrina, non poteva avere altra tradizione che quella del "principe degli apostoli", ed esortandolo quindi alla severa osservanza dei canoni e della disciplina della Chiesa romana (ep. IX).
Ma fu soprattutto nelle sue prese di posizione sulla confusione cristologica, che in seguito avrebbero agitato così profondamente la Cristianità Orientale, che Leone si rivelò un saggio, colto ed energico pastore della Chiesa. Dalla sua prima lettera sul Monofisismo, scritta ad Eutiche (epistola XX, 1º giugno 448), fino alla sua ultima lettera indirizzata al nuovo Patriarca di Alessandria, Timoteo Salofaciolo (ep. CLXXI del 18 agosto 460), si rileva l'approccio chiaro, positivo e sistematico con cui Leone, fortificato dal primato della Santa Sede, superò questo difficile ostacolo.
Dopo la scomunica da parte di Flaviano, Patriarca di Costantinopoli, a causa delle sue concezioni e delle sue predicazioni monofisite, il monaco Eutiche si appellò al papa il quale, dopo aver esaminato il nocciolo della disputa, inviò una lettera dogmatica a Flaviano (ep. XXVIII, Tomus ad Flavianum), esponendo concisamente e confermando la dottrina dell'Incarnazione e dell'unione della natura divina ed umana nella Persona unica di Cristo. Il monofisismo, infatti, assumendo una dottrina praticamente inversa all'arianesimo, tendeva a sottolineare con tanta forza la natura divina del Cristo, da giungere quasi a non riconoscere più quella umana.
Nel 449 si tenne sulla questione il concilio che in seguito Leone definì come il "Latrocinio". L'imperatore d'Oriente Teodosio II era infatti favorevole ad Eutiche, e nel tentativo di riabilitarlo convocò ad Efeso un nuovo concilio, nel quale, tra le minacce e le ostilità dei vescovi influenzati dalla corte, fu impedito ai legati papali di riferire le posizioni di Leone e leggere le sue lettere. Eutiche fu assolto. Flaviano ed altri prelati orientali furono costretti alla fuga e si appellarono al Papa di Roma il quale, rifiutandosi di avallare le decisioni del concilio di Efeso, scrisse all'imperatore Teodosio II ed all'imperatrice Pulcheria, esortandoli a convocare un nuovo concilio generale per restituire la pace alla Chiesa. Teodosio, di contro, sanzionò per legge le decisioni del concilio.
A febbraio del 450 l'imperatore d'Occidente Valentiniano III e sua madre Galla Placidia compirono un pellegrinaggio a Roma, e Leone approfittò dell'occasione per supplicarli di intervenire presso Teodosio II al fine di convocare un nuovo concilio che, morto Teodosio nel luglio di quell'anno, si tenne a Calcedonia nel 451, sotto il nuovo imperatore Marciano. Il concilio accettò solennemente l'epistola dogmatica che Leone aveva inviato a Flaviano (morto nel frattempo in esilio) e che non era stata letta nell'occasione precedente, quale espressione della Fede cattolica sulla Persona di Cristo. Furono abrogate le leggi che Teodosio II aveva promulgato sulle risultanze del concilio precedente, Eutiche fu esiliato e il papa confermò le delibere del nuovo Concilio. Leone, in seguito, inviò a Ravennio (ep. LXVII), per comunicarlo anche ai vescovi di Gallia, la sua lettera a Flaviano di Costantinopoli sull'Incarnazione. Ravennio, allora, convocò un sinodo nel quale si riunirono quarantaquattro vescovi. Nella loro lettera sinodale del 451 questi ultimi affermarono di accettare la lettera del papa quale simbolo di fede (ep. XXIX inter ep. Leonis). Nella sua risposta Leone parlò ancora della condanna di Nestorio (ep. CII).
Dopo aver eliminato il canone che elevava il Patriarcato di Costantinopoli al secondo posto dopo la Sede di Roma, diminuendo i privilegi degli antichi patriarchi orientali, il 21 marzo 453 Leone pubblicò una lettera circolare che confermava la sua definizione dogmatica (ep. CXIV). Grazie alla mediazione di Giuliano, vescovo di Cos, che in quel tempo era l'ambasciatore papale a Costantinopoli, il papa tentò di proteggere ulteriormente gli interessi ecclesiastici ad Oriente. Giuliano persuase il nuovo Imperatore di Costantinopoli, Leone I, a rimuovere l'eretico e irregolare patriarca, Timoteo Eluro dalla Sede di Alessandria. Al suo posto fu scelto un nuovo patriarca ortodosso, Timoteo Salofaciolo, che ricevette le congratulazioni del papa nell'ultima lettera che Leone spedì in Oriente.

### Gli affari italiani

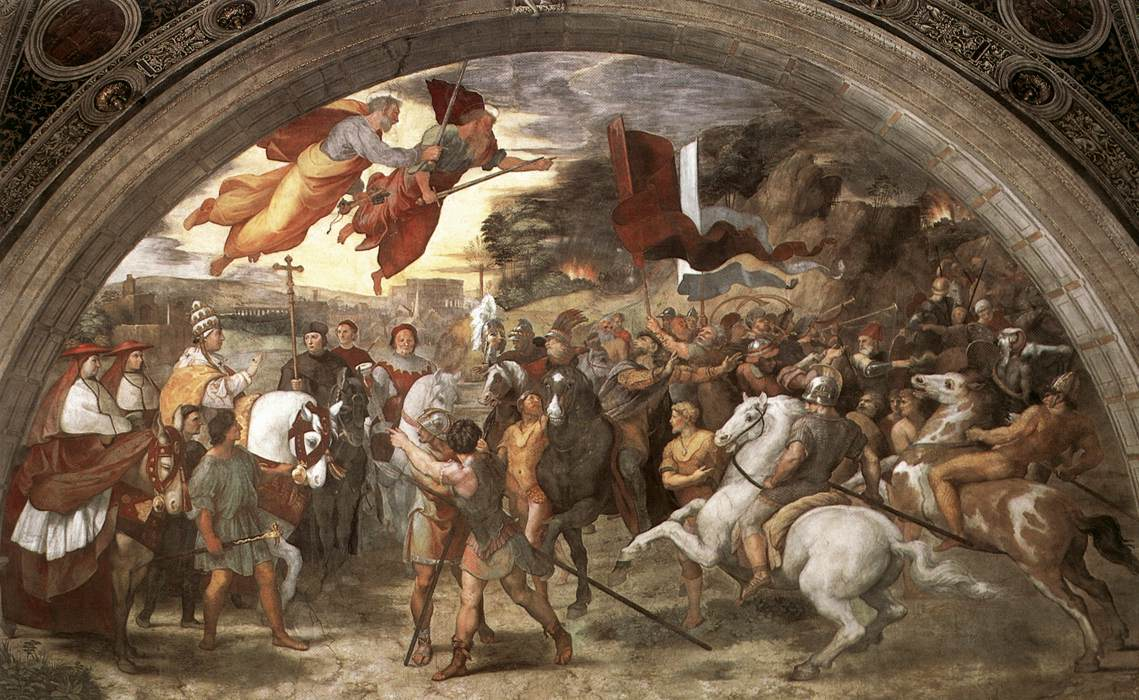
Incontro di Leone Magno con Attila
Raffaello (1513, Stanza di Eliodoro)

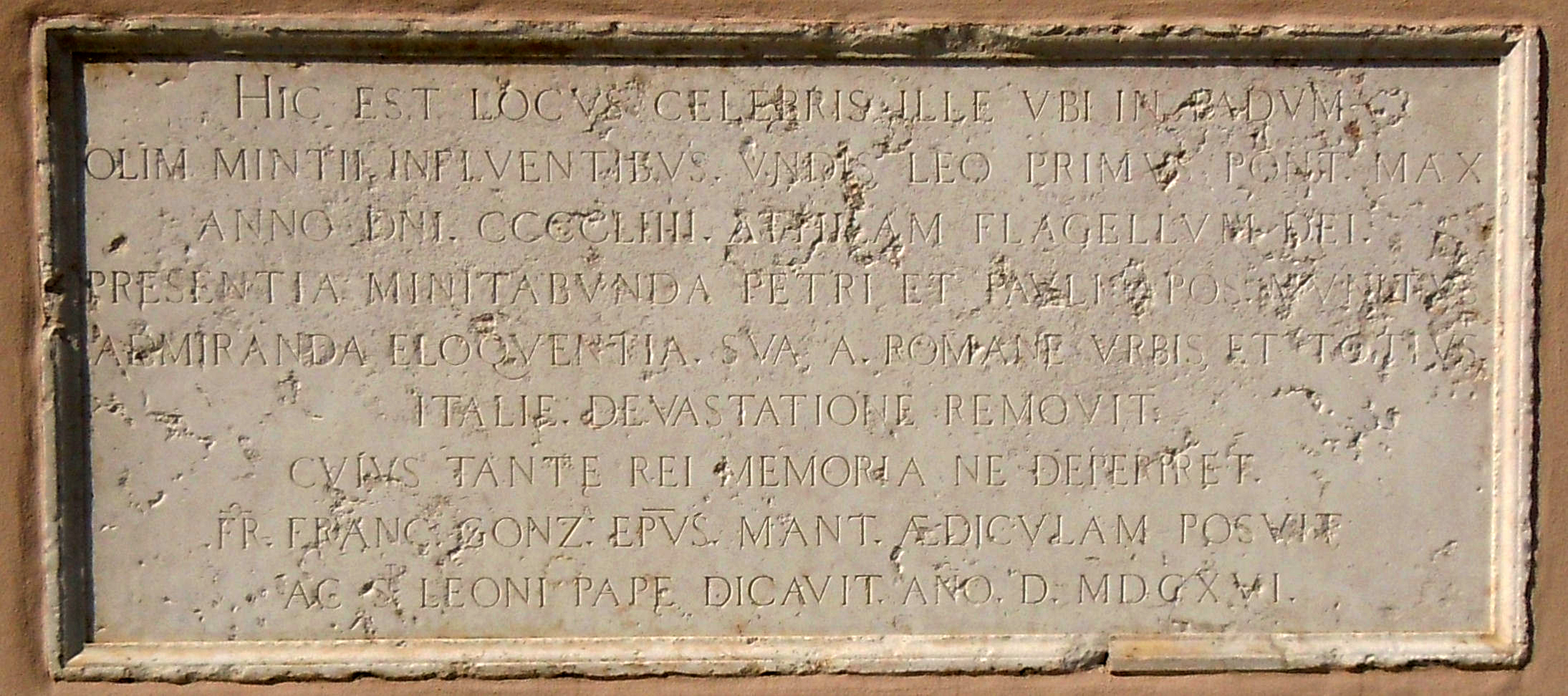
Lapide del XVII secolo dedicata a papa Leone I ed Attila presso la Corte San Leone Magno a Governolo di Roncoferraro.

Nel 452, su richiesta dell'imperatore, Leone fece parte dell'ambasceria composta dal console Gennadio Avieno e dal prefetto Trigezio, che si recò in Italia settentrionale ad incontrare Attila nel tentativo di dissuaderlo dal procedere nella sua avanzata contro Roma. L'evento avvenne presumibilmente a Salionze (da San Leonzio). La delegazione romana ottenne la promessa di un ritiro dall'Italia e dell'avvio di negoziati di pace con l'imperatore.

Esistono due resoconti coevi agli avvenimenti: uno fu scritto da Prospero d'Aquitania (390 ca. - 463 ca.) e l'altro dal vescovo Idazio (Chronicon); secondo Prospero, Attila si ritirò perché fu impressionato dalla figura di Leone, anche se Giordano fornisce altre motivazioni e gli storici moderni ritengono sopravvalutato, per motivi agiografici, il ruolo svolto da Leone nella vicenda. Non si può comunque escludere che il papa sia riuscito a convincere Attila con il pagamento di un forte tributo, mentre una tradizione vuole che il superstizioso re barbaro fosse in parte trattenuto nell'impresa dal timore della morte che aveva colto Alarico I, re dei Visigoti, subito dopo il sacco di Roma.
Quando la città fu invasa e per due settimane depredata dai Vandali di Genserico, nel 455, l'intercessione di Leone ottenne la promessa che le vite degli abitanti sarebbero state risparmiate, come anche le tre maggiori basiliche (San Pietro, San Paolo e San Giovanni in Laterano); in esse trovò rifugio la popolazione durante i giorni del saccheggio. Questi avvenimenti dimostrano che l'alta autorità morale goduta dal papa si manifestava anche negli affari temporali. Leone fu sempre ben introdotto negli ambienti della corte imperiale d'Occidente, tanto che, in occasione della visita a Roma (450) dell'imperatore Valentiniano III, accompagnato dalla moglie Licinia Eudossia e dalla madre Galla Placidia, la famiglia imperiale e tutto il suo seguito partecipò alle solenni celebrazioni liturgiche tenute in occasione della festa della Cathedra Petri (22 febbraio).
Leone era anche molto solerte nel far costruire e restaurare chiese: fece costruire una basilica sulla tomba del papa Cornelio sulla Via Appia; fece ricostruire il tetto della basilica di San Paolo fuori le mura, che era stato distrutto da un fulmine, e fece iniziare altre opere di miglioramento nella basilica stessa. Inoltre, persuase l'imperatrice Galla Placidia, come si evince dall'iscrizione, a fare mettere in opera il grande mosaico dell'Arco di Trionfo che si è conservato. Leone fece anche restaurare l'antica basilica di San Pietro in Vaticano, costruita da Costantino I. Durante il suo pontificato la ricca e pia aristocratica romana Demetriade eresse sulla sua proprietà, al III miglio della via Latina, una basilica in onore di santo Stefano. Sempre allo stesso periodo, ma soprattutto per volontà dell'imperatrice Eudossia, venne eretta la basilica Eudossiana (ora basilica di San Pietro in Vincoli).
Leone non fu meno attivo nell'elevazione spirituale delle congregazioni romane, e i suoi sermoni, dei quali sono conservati ben 96, sono straordinari per la loro profondità, chiarezza di dizione ed elevatezza di stile. I primi cinque, che furono declamati nei vari anniversari della sua consacrazione, manifestavano l'alta concezione della dignità del suo ufficio, così come la completa convinzione del primato del vescovo di Roma, dimostrata in maniera così chiara e decisiva dalla sua opera di pastore supremo. Delle sue lettere, che sono di grande importanza per la storia della Chiesa, se ne conservano 143, oltre ad altre 30 che gli furono inviate. Il cosiddetto Sacramentarium Leonianum è invece una raccolta di orazioni e prefazioni della messa, composto nella seconda metà del VI secolo.

### Morte e sepoltura
Leone morì il 10 novembre 461 e fu sepolto nel vestibolo di San Pietro sul Vaticano. Nel 688 il papa Sergio I fece traslare il corpo all'interno della basilica, e vi fece erigere sopra un altare; si trattò, secondo Ferdinand Gregorovius, del primo pontefice deposto all'interno della basilica. Attualmente i resti di Leone si trovano in San Pietro, sotto l'altare della cappella della Madonna della Colonna, a lui dedicato, dove furono traslati nel 1715.

## Culto
Nel 1754 il papa Benedetto XIV lo innalzò alla dignità di dottore della Chiesa (doctor ecclesiae). La Chiesa cattolica, nella messa tridentina, celebra la sua festa l'11 aprile. Nel rito di Paolo VI la memoria viene celebrata, invece, il 10 novembre. Le Chiese ortodosse orientali lo commemorano il 18 febbraio.
Dal Martirologio Romano:

## Curiosità
- Secondo la mistica tedesca Anna Katharina Emmerick, sarebbe stato Leone I il pontefice che ricevette Sant'Orsola pellegrina a Roma. Si ritiene però che si trattasse di Siricio, per via della forma onomastica simile a "Ciriaco", il nome portato dal papa in questione nei testi relativi alla martire.